# تشييدية
التشييدية أو قابلية التشييد (بالإنجليزية: Constructability)‏ هو أسلوب في إدارة المشروع لمراجعة عمليات التشييد من البداية إلى النهاية خلال مرحلة ما قبل التشييد. وذلك لتحديد العقبات قبل البدء بالمشروع للحد من أو منع الأخطاء، والتأخير، وتجاوز التكاليف.
والتشييدية هي إلى أي مدى يتم تكامل الخبرة والمعرفة في عمليات التشييد لتسهيل تحقيق التوازن الأمثل بين أهداف المشروع ومحدودية الموارد.